# Alfred Potiquet
Alfred Potiquet fue un oficial francés, editor del primer catálogo ilustrado de sellos postales del mundo.
Potiguet desarrolló su trabajo sobre la base del registro del vendedor de Estrasburgo Oscar Berger-Levrault. De hecho, ese trabajo debería considerarse el primer catálogo de estampillas, pero no tenía ninguna ilustración, así como, no fue pensado para su uso público. Alfred Potiquet no solo agregó imágenes, sino que corrigió una gran cantidad de errores y omisiones del trabajo de Berger-Levrault.
Su trabajo fue publicado en diciembre de 1861 en París, bajo el título "Catalogue des timbres-poste crées dans les divers états du globe". (Catálogo de los sellos postales creados por los diversos estados del mundo). Contenía 1080 estampillas y 132 Enteros Postales. Este catálogo aún no estaba libre de errores. Por ejemplo, no había información de estampillas aún no conocidas, como el "Post Office" de Mauricio.
Junto a los catálogos de Oscar Berger-Levrault y Alfred Potiquet, había un trabajo similar hecho en paralelo en Gran Bretaña por John Edward Gray.
- Datos: Q321687
- Multimedia: Alfred Potiquet / Q321687